# Conolophia fasciata
Conolophia fasciata là một loài bướm đêm trong họ Geometridae.